# Martin Eden

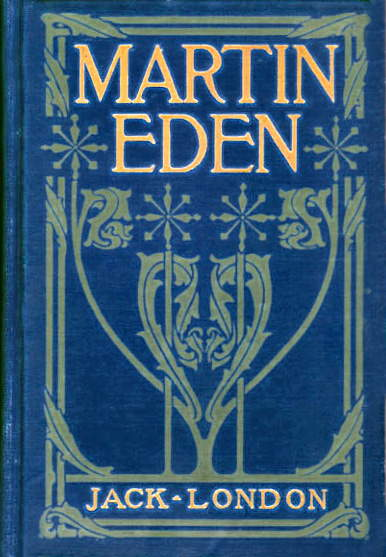

Martin Eden är en självbiografisk roman av Jack London, skriven 1909. Den första svenskspråkiga utgåvan kom 1912.
Namnet Martin Eden lånade Jack London från kroppsarbetaren Mårten Edin, bördig från Ådalen, där han föddes 3 januari 1865 av mor Barbro Christina Tall och med far Pehr Mårtensson Edin på Båtsmanstorpet i Västgranvåg. Bokens karaktär Martin Eden var snarast självbiografisk och alltså mer lik författaren Jack London än svenske Edin. Mårten Edin tog namnet Martin Eden sedan han 1887 tillsammans med sin bror Janne emigrerade till Nordamerika. Han dog 31 maj 1943 och är begravd på Odd Fellow Cemetery i Santa Rosa, Sonoma County i Kalifornien.